# آکیرانتس موتیکا
آکیرانتس موتیکا (نام علمی: Achyranthes mutica) نام یک گونه از تیره تاج‌خروسیان است.